# Kleméňa Hanušová

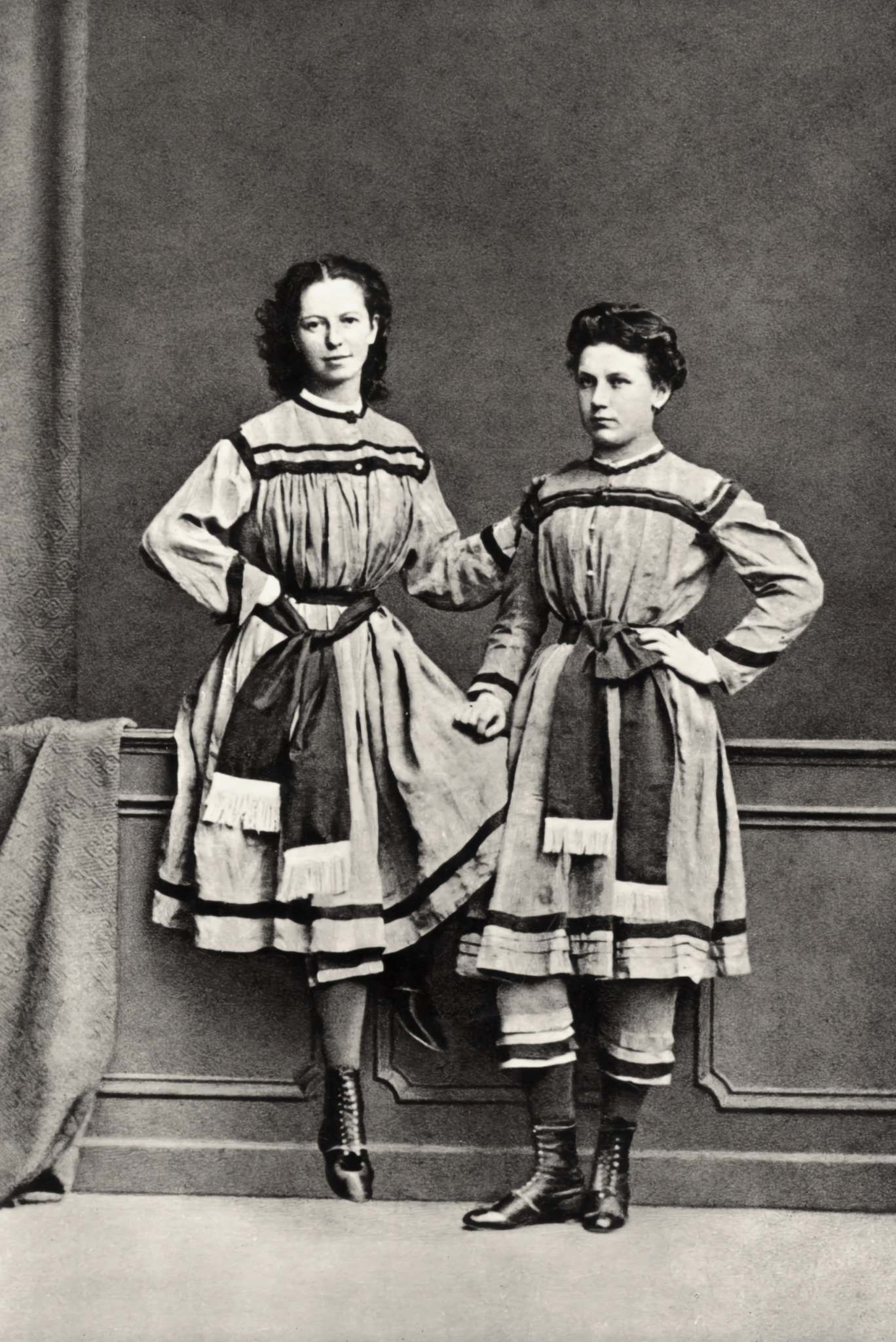
Kleméňa Hanušová (vlevo) se sestřenicí Annou Hanušovou jako cvičitelky Tělocvičného spolku paní a dívek v Praze (70. léta 19. století)

Kleméňa Hanušová, vlastním jménem Klementýna Hanušová (19. března 1845, Lvov – 7. října 1918, Praha) byla česká učitelka tělocviku, členka Sokola a odborná spisovatelka.

## Život

### Mládí
Narodila se ve Lvově v Haliči v české rodině spisovatele, kritika a vlastence Ignáce Jana Hanuše, který mj. patřil k osobním přátelům Boženy Němcové a v Haliči pracovně působil. Její starší sestrou byla Dora Hanušová, pozdější učitelka a překladatelka. Rodina se roku 1849 přestěhovala do Prahy, kde Ignác Jan Hanuš získal místo na univerzitě.

### Sokol
Cvičila se v mládí v ústavu Jana Malýpetra v Praze a ústavu Miroslava Tyrše. Roku 1869 se podílela s pomocí M. Tyrše na zřízení Tělocvičného spolku paní a dívek pražských. Tento spolek vedla a mimo to řídila opakovací běhy pro učitelky tělesné výchovy na obecných školách. Rovněž byla zakládající členkou ženského spolku Americký klub dam, podporovaného mecenášem Vojtou Náprstkem. Roku 1877 převzala vyučování tělocviku na ústavu vzdělání učitelek u sv. Anny v Praze. Roku 1885 zařídila cvičení ortopedická pro dívky, 1887 cvičení útlých dítek, 1889 zavedla hry na volném vzduchu.

### Úmrtí
Klemeňa Hanušová zemřela roku 1918 v Praze. Urna s ostatky byla uložena ve Scheninerově síni v útrobách Novoměstské sokolovny. V 70. letech 20. století byla urna, spolu s ostatky dalších významných osobností spolku, přemístěna do hrobky Otakara Schiffnera na Olšanských hřbitovech.

## Literární tvorba
- Seznam děl v Souborném katalogu ČR, jejichž autorem nebo tématem je Kleméňa Hanušová
- Cvičení prostná (1872)
- Dětský tělocvik (1883)
- Hry míčem (1885)
- Cvičení nářaďová (1887–88)
- Domácí tělocvik pro dívky chybného vzrůstu (1891)
- Hry tělocvičné (1895)